# Grellingen
Grellingen es una comuna suiza del cantón de Basilea-Campiña, situada en el distrito de Laufen. Limita al norte con la comuna de Pfeffingen, al este con Duggingen, al sur con Himmelried (SO), y al oeste con Brislach y Nenzlingen.